# لانگ آیلند (ویرجینیا)
لانگ آیلند (به انگلیسی: Long Island) یک منطقهٔ مسکونی در ایالات متحده آمریکا است که در شهرستان کمبل، ویرجینیا واقع شده‌است. لانگ آیلند ۱۷۰٫۰۸ متر بالاتر از سطح دریا واقع شده‌است.